# Iosif Sîrbu
Iosif Sîrbu, né le 21 septembre 1925 et mort le 6 septembre 1964 à Bucarest, est un tireur sportif roumain.

## Palmarès

### Jeux olympiques
- 1952 à Helsinki
  -  Médaille d'or à la carabine 50m position couchée [1]